# كايل ستانلي
كايل ستانلي (بالإنجليزية: Kyle Stanley)‏ هو لاعب غولف أمريكي، ولد في 18 نوفمبر 1987 في غيغ هاربور في الولايات المتحدة.

## وصلات خارجية
- كايل ستانلي على موقع رابطة لاعبي الغولف المحترفين (الإنجليزية)
- كايل ستانلي على موقع التصنيف العالمي الرسمي للغولف (الإنجليزية)